# Eagle Island (ö i Irland)
Eagle Island (iriska: Oileán sa Tuaidh) är en ö i republiken Irland. Den ligger i grevskapet Maigh Eo och provinsen Connacht, i den nordvästra delen av landet. Arean är 0,21 kvadratkilometer.
Terrängen på Eagle Island är platt. Öns högsta punkt är 45 meter över havet. Den sträcker sig 0,6 kilometer i nord-sydlig riktning, och 0,6 kilometer i öst-västlig riktning. På ön finns låg växtlighet och en fyr.  